# Densità (esercizio coi pesi)
La Densità (Ds) è uno dei principali parametri applicati nell'allenamento coi pesi (resistance training).

## Definizione
La densità è una variabile dell'esercizio con sovraccarichi che rappresenta il legame tra sforzo e recupero all'interno di una stessa sessione di allenamento. Al contrario di altri parametri come l'intensità, il volume e la frequenza, la densità non è riconosciuta nella letteratura scientifica legata al resistance training, risultando tuttavia potenzialmente importante nella programmazione dell'allenamento. La densità è data dal rapporto tra la durata reale (Dr) e la durata totale (Dt) dell'allenamento, dove la durata reale dell'allenamento è a sua volta caratterizzata dal tempo della seduta dedicato all'effettiva esecuzione del gesto al netto dei tempi di recupero, e la durata totale dal tempo intercorso tra l'inizio e la fine della sessione di allenamento. Nella seduta di allenamento (parte centrale), il tempo reale (Dr) in cui il muscolo è sotto tensione è minore della durata dell'intera parte centrale. Questa differenza è essenzialmente determinata dai tempi di recupero tra una serie e l'altra. Da ciò si capisce che il parametro può essere influenzato dal numero di serie eseguite e dai tempi di recupero, e sia legato strettamente ma indirettamente all'intensità di carico (% 1-RM). Anche il volume può influire sull'alterazione di questo parametro: più serie totali, a parità di intensità (carichi), Time Under Tension (TUT), e tempi di recupero, aumentano la densità perché prolungano la durata totale e quella reale. Alcuni autori hanno definito la densità come "intensità/densità", considerandola quindi come un'interpretazione del parametro intensità. Questa però si allontana dalla definizione scientifica e convenzionale dell'intensità, la quale indica la percentuale di carico rispetto alla capacità massimale (% 1-RM).

Densità (Ds) = Durata reale (Dr) / Durata totale (Dt)

- La durata reale (Dr) fa riferimento alla durata reale del tempo sotto sforzo nella parte centrale dell'allenamento, escludendo quindi i tempi di recupero tra le serie, o le pratiche che vengono eseguite prima e dopo la sessione vera e propria, cioè il riscaldamento e il defaticamento. In altri termini si potrebbe dire che la Dr è il risultato della somma del Time Under Tension (TUT) totale di tutti gli esercizi nella sessione di allenamento, cioè il tempo totale in cui il muscolo è posto sotto sforzo.
- La durata totale (Dt) fa invece riferimento alla durata totale della parte centrale della sessione, includendo anche i tempi di recupero. In altri termini si riferisce alla somma tra il Time Under Tension (TUT) e i tempi di recupero dall'inizio alla fine dell'allenamento nella parte centrale.

Le densità di allenamento è quindi condizionata da ulteriori parametri come il Time Under Tension (ovvero il tempo di durata della serie) e lo speed of movement (cioè la velocità del movimento nelle varie fasi dell'esecuzione della ripetizione). Se due atleti eseguono lo stesso numero di serie e di ripetizioni con lo stesso carico e gli stessi tempi di recupero, ma il primo esegue una serie più prolungata (TUT più lungo), questo svolgerà un allenamento più denso rispetto al secondo. Il tipo di allenamento con i pesi che per definizione esalta più di tutti il parametro della densità è il circuit training (CT), il quale prevede un alto numero di serie, un alto numero di ripetizioni, tempi di recupero molto ridotti o nulli, e basse intensità. 
Tra i benefici dati dall'aumento della densità di allenamento sembrerebbe riconoscersi un incremento del dispendio calorico durante e dopo l'allenamento, a un aumento della produzione di GH. In uno studio condotto da Murphy e Swartzkopf (1992), l'allenamento coi pesi standard (3 serie, 6 esercizi, ripetizioni ad esaurimento a 80% 1RM, 120 secondi di riposo) è stato confrontato con un circuit training coi pesi (3 serie di circuiti, 6 esercizi, 10-12 ripetizioni al 50% 1RM, 30 secondi di riposo), ovvero ad alta densità. Il volume di lavoro totale di entrambi i programmi era simile, tuttavia, l'allenamento con i pesi a circuito ha suscitato una risposta più ampia EPOC rispetto al programma di allenamento con i pesi standard (5 litri, 25 calorie contro il 2,7 litri, 13,5 calorie). L'utilizzo di tecniche che prolungano il tempo sotto tensione (TUT; Time Under Tension) durante la serie nell'attività con i pesi (come il super set, lo stripping, o il super slow), o che impongono un maggiore numero di ripetizioni (endurance muscolare), promuovono un aumento del dispendio calorico e del EPOC rispetto all'allenamento tradizionale, così come viene aumentato anche riducendo le pause tra le serie o con un circuito coi pesi senza pause. Inoltre, è stato riconosciuto che allenamenti coi pesi a bassa intensità di carico, inferiori tempi di recupero, e quindi maggiore densità - incidendo quindi su una riduzione dei tempi di recupero e un aumento del TUT - producono una maggiore secrezione di GH se comparati con gli allenamenti ad intensità medie o alte, a parità di numero di serie. Questo lascia intendere che un resistance training ad alta densità possa incidere maggiormente sul dispendio calorico, sull'aumento delle concentrazioni di lattato, sulla tolleranza lattacida, e sull'incremento dei livelli di GH e di cortisolo. 
Per aumentare la densità nella sessione di allenamento:
- aumentare il volume (mediante numero di serie e ripetizioni totali);
- rallentare lo speed of movement della serie (riflettendosi su un prolungamento del TUT);
- aumentare il Time Under Tension delle serie (aumentando il numero di ripetizioni e/o rallentando lo speed of movement);
- ridurre il tempo di recupero tra le serie;
- ridurre l'intensità di carico (% 1-RM) aumentando il numero di ripetizioni;
- portare la serie al cedimento muscolare o oltre tale soglia (aumento del TUT);

## Altri parametri di allenamento
- Intensità
- Volume
- Frequenza
- Time Under Tension
- Speed of movement
- Tempo di recupero
- One-repetition maximum